# ネブラスカ州選出のアメリカ合衆国上院議員
ネブラスカ州は、1867年3月1日に連邦に加わった。

## 上院議員一覧
| 第1部 第1部の上院議員は西暦年を6で除算したときの剰余が1と等しい年が任期末である。最近では2006年, 2012年,2018年,2024年に改選されている。次の選挙は2030年を予定している。 | 第1部 第1部の上院議員は西暦年を6で除算したときの剰余が1と等しい年が任期末である。最近では2006年, 2012年,2018年,2024年に改選されている。次の選挙は2030年を予定している。 | 第1部 第1部の上院議員は西暦年を6で除算したときの剰余が1と等しい年が任期末である。最近では2006年, 2012年,2018年,2024年に改選されている。次の選挙は2030年を予定している。 | 第1部 第1部の上院議員は西暦年を6で除算したときの剰余が1と等しい年が任期末である。最近では2006年, 2012年,2018年,2024年に改選されている。次の選挙は2030年を予定している。 | 第1部 第1部の上院議員は西暦年を6で除算したときの剰余が1と等しい年が任期末である。最近では2006年, 2012年,2018年,2024年に改選されている。次の選挙は2030年を予定している。 | 第1部 第1部の上院議員は西暦年を6で除算したときの剰余が1と等しい年が任期末である。最近では2006年, 2012年,2018年,2024年に改選されている。次の選挙は2030年を予定している。 | 議会                                                            | 第2部 第2部の上院議員は西暦年を6で除算したときの剰余が3と等しい年が任期末である。最近では2008年, 2014年,2020年,2024年 (補選),に改選されている。次の選挙は2026年を予定している。 | 第2部 第2部の上院議員は西暦年を6で除算したときの剰余が3と等しい年が任期末である。最近では2008年, 2014年,2020年,2024年 (補選),に改選されている。次の選挙は2026年を予定している。 | 第2部 第2部の上院議員は西暦年を6で除算したときの剰余が3と等しい年が任期末である。最近では2008年, 2014年,2020年,2024年 (補選),に改選されている。次の選挙は2026年を予定している。 | 第2部 第2部の上院議員は西暦年を6で除算したときの剰余が3と等しい年が任期末である。最近では2008年, 2014年,2020年,2024年 (補選),に改選されている。次の選挙は2026年を予定している。 | 第2部 第2部の上院議員は西暦年を6で除算したときの剰余が3と等しい年が任期末である。最近では2008年, 2014年,2020年,2024年 (補選),に改選されている。次の選挙は2026年を予定している。 | 第2部 第2部の上院議員は西暦年を6で除算したときの剰余が3と等しい年が任期末である。最近では2008年, 2014年,2020年,2024年 (補選),に改選されている。次の選挙は2026年を予定している。 |
| # | 氏名 | 所属政党 | 在職期間 | 選挙歴 | 任期 | 議会                                                            | 任期 | 選挙歴 | 在職期間 | 所属政党 | 氏名 | # |
| 1 | トマス・ティップトン | 共和党 | 1867年3月1日 – 1875年3月4日 | 1867年選出 | 1 | 39                                                              | 1 | 1867年選出 再選に失敗 | 1867年3月1日 – 1871年3月4日 | 共和党 | ジョン・セイアー | 1 |
| 1 | トマス・ティップトン | 共和党 | 1867年3月1日 – 1875年3月4日 | 1867年選出 | 1 | 40                                                              | 1 | 1867年選出 再選に失敗 | 1867年3月1日 – 1871年3月4日 | 共和党 | ジョン・セイアー | 1 |
| 1 | トマス・ティップトン | 共和党 | 1867年3月1日 – 1875年3月4日 | 1869年再選 | 2 | 41                                                              | 1 | 1867年選出 再選に失敗 | 1867年3月1日 – 1871年3月4日 | 共和党 | ジョン・セイアー | 1 |
| 1 | トマス・ティップトン | 共和党 | 1867年3月1日 – 1875年3月4日 | 1869年再選 | 2 | 42                                                              | 2 | 1870年選出 再選に失敗 | 1871年3月4日 – 1877年3月4日 | 共和党 | フィニアス・ヒッチコック | 2 |
| 1 | トマス・ティップトン | 共和党 | 1867年3月1日 – 1875年3月4日 | 1869年再選 | 2 | 43                                                              | 2 | 1870年選出 再選に失敗 | 1871年3月4日 – 1877年3月4日 | 共和党 | フィニアス・ヒッチコック | 2 |
| 2 | アルジャーノン・パドック | 共和党 | 1875年3月4日 – 1881年3月4日 | 1875年選出 再選に失敗 | 3 | 44                                                              | 2 | 1870年選出 再選に失敗 | 1871年3月4日 – 1877年3月4日 | 共和党 | フィニアス・ヒッチコック | 2 |
| 2 | アルジャーノン・パドック | 共和党 | 1875年3月4日 – 1881年3月4日 | 1875年選出 再選に失敗 | 3 | 45                                                              | 3 | 1877年選出 | 1877年3月5日 – 1883年3月4日 | 共和党 | アルヴィン・ソーンダーズ | 3 |
| 2 | アルジャーノン・パドック | 共和党 | 1875年3月4日 – 1881年3月4日 | 1875年選出 再選に失敗 | 3 | 46                                                              | 3 | 1877年選出 | 1877年3月5日 – 1883年3月4日 | 共和党 | アルヴィン・ソーンダーズ | 3 |
| 3 | チャールズ・ヴァン・ウィック | 共和党 | 1881年3月4日 – 1887年3月4日 | 1880年選出 再選に失敗 | 4 | 47                                                              | 3 | 1877年選出 | 1877年3月5日 – 1883年3月4日 | 共和党 | アルヴィン・ソーンダーズ | 3 |
| 3 | チャールズ・ヴァン・ウィック | 共和党 | 1881年3月4日 – 1887年3月4日 | 1880年選出 再選に失敗 | 4 | 48                                                              | 4 | 1883年選出 | 1883年3月4日 – 1895年3月4日 | 共和党 | チャールズ・F・マンダーソン | 4 |
| 3 | チャールズ・ヴァン・ウィック | 共和党 | 1881年3月4日 – 1887年3月4日 | 1880年選出 再選に失敗 | 4 | 49                                                              | 4 | 1883年選出 | 1883年3月4日 – 1895年3月4日 | 共和党 | チャールズ・F・マンダーソン | 4 |
| 4 | アルジャーノン・S・パドック | 共和党 | 1887年3月4日 – 1893年3月4日 | 1886年選出 引退 | 5 | 50                                                              | 4 | 1883年選出 | 1883年3月4日 – 1895年3月4日 | 共和党 | チャールズ・F・マンダーソン | 4 |
| 4 | アルジャーノン・S・パドック | 共和党 | 1887年3月4日 – 1893年3月4日 | 1886年選出 引退 | 5 | 51                                                              | 5 | 1888年再選 | 1883年3月4日 – 1895年3月4日 | 共和党 | チャールズ・F・マンダーソン | 4 |
| 4 | アルジャーノン・S・パドック | 共和党 | 1887年3月4日 – 1893年3月4日 | 1886年選出 引退 | 5 | 52                                                              | 5 | 1888年再選 | 1883年3月4日 – 1895年3月4日 | 共和党 | チャールズ・F・マンダーソン | 4 |
| 5 | ウィリアム・V・アレン | 人民党 | 1893年3月4日 – 1899年3月4日 | 1893年選出 再選に失敗 | 6 | 53                                                              | 5 | 1888年再選 | 1883年3月4日 – 1895年3月4日 | 共和党 | チャールズ・F・マンダーソン | 4 |
| 5 | ウィリアム・V・アレン | 人民党 | 1893年3月4日 – 1899年3月4日 | 1893年選出 再選に失敗 | 6 | 54                                                              | 6 | 1895年1月選出 引退 | 1895年3月4日 – 1901年3月4日 | 共和党 | ジョン・サーストン | 5 |
| 5 | ウィリアム・V・アレン | 人民党 | 1893年3月4日 – 1899年3月4日 | 1893年選出 再選に失敗 | 6 | 55                                                              | 6 | 1895年1月選出 引退 | 1895年3月4日 – 1901年3月4日 | 共和党 | ジョン・サーストン | 5 |
| 空席 | 空席 | 空席 | 1899年3月4日 – 1899年3月8日 | 州議会が選出に失敗 | 7 | 56                                                              | 6 | 1895年1月選出 引退 | 1895年3月4日 – 1901年3月4日 | 共和党 | ジョン・サーストン | 5 |
| 6 | モンロー・ヘイワード | 共和党 | 1899年3月8日 – 1899年12月5日 | 遅れて選出 就任宣誓前に死去 | 7 | 56                                                              | 6 | 1895年1月選出 引退 | 1895年3月4日 – 1901年3月4日 | 共和党 | ジョン・サーストン | 5 |
| 空席 | 空席 | 空席 | 1899年12月5日 – 1899年12月13日 | | 7 | 56                                                              | 6 | 1895年1月選出 引退 | 1895年3月4日 – 1901年3月4日 | 共和党 | ジョン・サーストン | 5 |
| 7 | ウィリアム・V・アレン | 人民党 | 1899年12月13日 – 1901年3月28日 | ヘイワード死去による空席を補充するため任命 補欠選挙で敗北 | 7 | 56                                                              | 6 | 1895年1月選出 引退 | 1895年3月4日 – 1901年3月4日 | 共和党 | ジョン・サーストン | 5 |
| 7 | ウィリアム・V・アレン | 人民党 | 1899年12月13日 – 1901年3月28日 | ヘイワード死去による空席を補充するため任命 補欠選挙で敗北 | 7 | 57                                                              | 7 | 州議会が選出に失敗 | 1901年3月4日 – 1901年3月28日 | 空席 | 空席 | 空席 |
| 8 | チャールズ・H・ディートリック | 共和党 | 1901年3月28日 – 1905年3月4日 | ヘイワード死去による補欠選挙で選出 引退 | 7 | 57                                                              | 7 | 1901年空席を補充するため選出 引退 | 1901年3月28日 – 1907年3月4日 | 共和党 | ジョーゼフ・ミラード | 6 |
| 8 | チャールズ・H・ディートリック | 共和党 | 1901年3月28日 – 1905年3月4日 | ヘイワード死去による補欠選挙で選出 引退 | 7 | 58                                                              | 7 | 1901年空席を補充するため選出 引退 | 1901年3月28日 – 1907年3月4日 | 共和党 | ジョーゼフ・ミラード | 6 |
| 9 | エルマー・バーケット | 共和党 | 1905年3月4日 – 1911年3月4日 | 1905年1月17日選出 再指名に失敗 | 8 | 59                                                              | 7 | 1901年空席を補充するため選出 引退 | 1901年3月28日 – 1907年3月4日 | 共和党 | ジョーゼフ・ミラード | 6 |
| 9 | エルマー・バーケット | 共和党 | 1905年3月4日 – 1911年3月4日 | 1905年1月17日選出 再指名に失敗 | 8 | 60                                                              | 8 | 1907年1月15日選出 再選に失敗 | 1907年3月4日 – 1913年3月4日 | 共和党 | ノリス・ブラウン | 7 |
| 9 | エルマー・バーケット | 共和党 | 1905年3月4日 – 1911年3月4日 | 1905年1月17日選出 再指名に失敗 | 8 | 61                                                              | 8 | 1907年1月15日選出 再選に失敗 | 1907年3月4日 – 1913年3月4日 | 共和党 | ノリス・ブラウン | 7 |
| 10 | ギルバート・ヒッチコック | 民主党 | 1911年3月4日 – 1923年3月4日 | 1911年1月18日選出 | 9 | 62                                                              | 8 | 1907年1月15日選出 再選に失敗 | 1907年3月4日 – 1913年3月4日 | 共和党 | ノリス・ブラウン | 7 |
| 10 | ギルバート・ヒッチコック | 民主党 | 1911年3月4日 – 1923年3月4日 | 1911年1月18日選出 | 9 | 63                                                              | 9 | 1913年1月21日選出 | 1913年3月4日 – 1937年1月3日 | 共和党 | ジョージ・W・ノリス | 8 |
| 10 | ギルバート・ヒッチコック | 民主党 | 1911年3月4日 – 1923年3月4日 | 1911年1月18日選出 | 9 | 64                                                              | 9 | 1913年1月21日選出 | 1913年3月4日 – 1937年1月3日 | 共和党 | ジョージ・W・ノリス | 8 |
| 10 | ギルバート・ヒッチコック | 民主党 | 1911年3月4日 – 1923年3月4日 | 1916年再選 再選に失敗 | 10 | 65                                                              | 9 | 1913年1月21日選出 | 1913年3月4日 – 1937年1月3日 | 共和党 | ジョージ・W・ノリス | 8 |
| 10 | ギルバート・ヒッチコック | 民主党 | 1911年3月4日 – 1923年3月4日 | 1916年再選 再選に失敗 | 10 | 66                                                              | 10 | 1918年再選 | 1913年3月4日 – 1937年1月3日 | 共和党 | ジョージ・W・ノリス | 8 |
| 10 | ギルバート・ヒッチコック | 民主党 | 1911年3月4日 – 1923年3月4日 | 1916年再選 再選に失敗 | 10 | 67                                                              | 10 | 1918年再選 | 1913年3月4日 – 1937年1月3日 | 共和党 | ジョージ・W・ノリス | 8 |
| 11 | ロバート・B・ハウエル | 共和党 | 1923年3月4日 – 1933年3月11日 | 1922年選出 | 11 | 68                                                              | 10 | 1918年再選 | 1913年3月4日 – 1937年1月3日 | 共和党 | ジョージ・W・ノリス | 8 |
| 11 | ロバート・B・ハウエル | 共和党 | 1923年3月4日 – 1933年3月11日 | 1922年選出 | 11 | 69                                                              | 11 | 1924年再選 | 1913年3月4日 – 1937年1月3日 | 共和党 | ジョージ・W・ノリス | 8 |
| 11 | ロバート・B・ハウエル | 共和党 | 1923年3月4日 – 1933年3月11日 | 1922年選出 | 11 | 70                                                              | 11 | 1924年再選 | 1913年3月4日 – 1937年1月3日 | 共和党 | ジョージ・W・ノリス | 8 |
| 11 | ロバート・B・ハウエル | 共和党 | 1923年3月4日 – 1933年3月11日 | 1928年再選 死去 | 12 | 71                                                              | 11 | 1924年再選 | 1913年3月4日 – 1937年1月3日 | 共和党 | ジョージ・W・ノリス | 8 |
| 11 | ロバート・B・ハウエル | 共和党 | 1923年3月4日 – 1933年3月11日 | 1928年再選 死去 | 12 | 72                                                              | 12 | 1930年再選 | 1913年3月4日 – 1937年1月3日 | 共和党 | ジョージ・W・ノリス | 8 |
| 11 | ロバート・B・ハウエル | 共和党 | 1923年3月4日 – 1933年3月11日 | 1928年再選 死去 | 12 | 73                                                              | 12 | 1930年再選 | 1913年3月4日 – 1937年1月3日 | 共和党 | ジョージ・W・ノリス | 8 |
| 空席 | 空席 | 空席 | 1933年3月11日 – 1933年5月24日 | | 12 |                                                                 | 12 | 1930年再選 | 1913年3月4日 – 1937年1月3日 | 共和党 | ジョージ・W・ノリス | 8 |
| 12 | ウィリアム・H・トンプソン | 民主党 | 1933年5月24日 – 1934年11月6日 | ハウエル死去による空席を補充するため任命 後継の議員資格取得時に引退 | 12 |                                                                 | 12 | 1930年再選 | 1913年3月4日 – 1937年1月3日 | 共和党 | ジョージ・W・ノリス | 8 |
| 13 | リチャード・C・ハンター | 民主党 | 1934年11月7日 – 1935年1月3日 | ハウエル死去による補欠選挙で選出 引退 | 12 |                                                                 | 12 | 1930年再選 | 1913年3月4日 – 1937年1月3日 | 共和党 | ジョージ・W・ノリス | 8 |
| 14 | エドワード・R・バーク | 民主党 | 1935年1月3日 – 1941年1月3日 | 1934年選出 再指名に失敗 | 13 | 74                                                              | 12 | 1930年再選 | 1913年3月4日 – 1937年1月3日 | 共和党 | ジョージ・W・ノリス | 8 |
| 14 | エドワード・R・バーク | 民主党 | 1935年1月3日 – 1941年1月3日 | 1934年選出 再指名に失敗 | 13 | 75                                                              | 13 | 1936年再選 再選に失敗 | 1937年1月3日 – 1943年1月3日 | 無所属 | ジョージ・W・ノリス | 8 |
| 14 | エドワード・R・バーク | 民主党 | 1935年1月3日 – 1941年1月3日 | 1934年選出 再指名に失敗 | 13 | 76                                                              | 13 | 1936年再選 再選に失敗 | 1937年1月3日 – 1943年1月3日 | 無所属 | ジョージ・W・ノリス | 8 |
| 15 | ヒュー・A・バトラー | 共和党 | 1941年1月3日 – 1954年7月1日 | 1940年選出 | 14 | 77                                                              | 13 | 1936年再選 再選に失敗 | 1937年1月3日 – 1943年1月3日 | 無所属 | ジョージ・W・ノリス | 8 |
| 15 | ヒュー・A・バトラー | 共和党 | 1941年1月3日 – 1954年7月1日 | 1940年選出 | 14 | 78                                                              | 14 | 1942年選出 | 1943年1月3日 – 1951年11月29日 | 共和党 | ケニス・S・ウェリー | 9 |
| 15 | ヒュー・A・バトラー | 共和党 | 1941年1月3日 – 1954年7月1日 | 1940年選出 | 14 | 79                                                              | 14 | 1942年選出 | 1943年1月3日 – 1951年11月29日 | 共和党 | ケニス・S・ウェリー | 9 |
| 15 | ヒュー・A・バトラー | 共和党 | 1941年1月3日 – 1954年7月1日 | 1946年再選 | 15 | 80                                                              | 14 | 1942年選出 | 1943年1月3日 – 1951年11月29日 | 共和党 | ケニス・S・ウェリー | 9 |
| 15 | ヒュー・A・バトラー | 共和党 | 1941年1月3日 – 1954年7月1日 | 1946年再選 | 15 | 81                                                              | 15 | 1948年再選 死去 | 1943年1月3日 – 1951年11月29日 | 共和党 | ケニス・S・ウェリー | 9 |
| 15 | ヒュー・A・バトラー | 共和党 | 1941年1月3日 – 1954年7月1日 | 1946年再選 | 15 | 82                                                              | 15 | 1948年再選 死去 | 1943年1月3日 – 1951年11月29日 | 共和党 | ケニス・S・ウェリー | 9 |
| 15 | ヒュー・A・バトラー | 共和党 | 1941年1月3日 – 1954年7月1日 | 1946年再選 | 15 |                                                                 | 15 | 1951年11月29日 – 1951年12月10日 | 空席 | 空席 | 空席 | |
| 15 | ヒュー・A・バトラー | 共和党 | 1941年1月3日 – 1954年7月1日 | 1946年再選 | 15 | ウェリー死去による空席を補充するため任命 後継選出時に引退       | 15 | 1951年12月10日 – 1952年11月4日 | 共和党 | フレッド・アンドルー・シートン | 10 | |
| 15 | ヒュー・A・バトラー | 共和党 | 1941年1月3日 – 1954年7月1日 | 1946年再選 | 15 | ウェリー死去による補欠選挙で選出 死去                           | 15 | 1952年11月5日 – 1954年4月12日 | 共和党 | ドワイト・P・グリズウォルド | 11 | |
| 15 | ヒュー・A・バトラー | 共和党 | 1941年1月3日 – 1954年7月1日 | 1952年再選 死去 | 16 | ウェリー死去による補欠選挙で選出 死去                           | 15 | 1952年11月5日 – 1954年4月12日 | 共和党 | ドワイト・P・グリズウォルド | 11 | 83 |
| 15 | ヒュー・A・バトラー | 共和党 | 1941年1月3日 – 1954年7月1日 | 1952年再選 死去 | 16 |                                                                 | 15 | 1954年4月12日 – 1954年4月16日 | 空席 | 空席 | 空席 | 83 |
| 15 | ヒュー・A・バトラー | 共和党 | 1941年1月3日 – 1954年7月1日 | 1952年再選 死去 | 16 | グリズウォルド死去による空席を補充するため任命 後継選出時に引退 | 15 | 1954年4月16日 – 1954年11月7日 | 共和党 | イーヴァ・バウリング | 12 | 83 |
| 空席 | 空席 | 空席 | 1954年7月1日 – 1954年7月3日 | | 16 | グリズウォルド死去による空席を補充するため任命 後継選出時に引退 | 15 | 1954年4月16日 – 1954年11月7日 | 共和党 | イーヴァ・バウリング | 12 | 83 |
| 空席 | 空席 | 空席 | 1954年7月1日 – 1954年7月3日 | グリズウォルド死去による補欠選挙で選出 辞職 | 16 | 1954年11月8日 – 1954年12月31日                                  | 15 | 共和党 | ヘイゼル・エイベル | 13 | | 83 |
| 16 | サミュエル・W・レイノルズ | 共和党 | 1954年7月3日 – 1954年11月7日 | グリズウォルド死去による補欠選挙で選出 辞職 | 16 | 1954年11月8日 – 1954年12月31日                                  | 15 | 共和党 | ヘイゼル・エイベル | 13 | バトラー死去による空席を補充するため任命 後継の議員資格取得時に引退 | 83 |
| 17 | ローマン・ルスカ | 共和党 | 1954年11月8日 – 1976年12月27日 | グリズウォルド死去による補欠選挙で選出 辞職 | 16 | 1954年11月8日 – 1954年12月31日                                  | 15 | 共和党 | ヘイゼル・エイベル | 13 | バトラーの死去による補欠選挙で選出 | 83 |
| 17 | ローマン・ルスカ | 共和党 | 1954年11月8日 – 1976年12月27日 | グリズウォルドの任期を満了するため任命。任命時、次の任期に選出済。 | 16 | 1955年1月1日 – 1979年1月3日                                     | 15 | 共和党 | カール・カーティス | 14 | バトラーの死去による補欠選挙で選出 | 83 |
| 17 | ローマン・ルスカ | 共和党 | 1954年11月8日 – 1976年12月27日 | 84 | 16 | 1955年1月1日 – 1979年1月3日                                     | 16 | 共和党 | カール・カーティス | 14 | バトラーの死去による補欠選挙で選出 | 1954年選出. |
| 17 | ローマン・ルスカ | 共和党 | 1954年11月8日 – 1976年12月27日 | 85 | 16 | 1955年1月1日 – 1979年1月3日                                     | 16 | 共和党 | カール・カーティス | 14 | バトラーの死去による補欠選挙で選出 | 1954年選出. |
| 17 | ローマン・ルスカ | 共和党 | 1954年11月8日 – 1976年12月27日 | 1958年再選 | 17 | 1955年1月1日 – 1979年1月3日                                     | 16 | 共和党 | カール・カーティス | 14 | 86 | 1954年選出. |
| 17 | ローマン・ルスカ | 共和党 | 1954年11月8日 – 1976年12月27日 | 1958年再選 | 17 | 1955年1月1日 – 1979年1月3日                                     | 87 | 共和党 | カール・カーティス | 14 | 17 | 1960年再選 |
| 17 | ローマン・ルスカ | 共和党 | 1954年11月8日 – 1976年12月27日 | 1958年再選 | 17 | 1955年1月1日 – 1979年1月3日                                     | 88 | 共和党 | カール・カーティス | 14 | 17 | 1960年再選 |
| 17 | ローマン・ルスカ | 共和党 | 1954年11月8日 – 1976年12月27日 | 1964年再選 | 18 | 1955年1月1日 – 1979年1月3日                                     | 89 | 共和党 | カール・カーティス | 14 | 17 | 1960年再選 |
| 17 | ローマン・ルスカ | 共和党 | 1954年11月8日 – 1976年12月27日 | 1964年再選 | 18 | 1955年1月1日 – 1979年1月3日                                     | 90 | 共和党 | カール・カーティス | 14 | 18 | 1966年再選 |
| 17 | ローマン・ルスカ | 共和党 | 1954年11月8日 – 1976年12月27日 | 1964年再選 | 18 | 1955年1月1日 – 1979年1月3日                                     | 91 | 共和党 | カール・カーティス | 14 | 18 | 1966年再選 |
| 17 | ローマン・ルスカ | 共和党 | 1954年11月8日 – 1976年12月27日 | 1970年再選 引退、早期に辞職 | 18 | 1955年1月1日 – 1979年1月3日                                     | 92 | 共和党 | カール・カーティス | 14 | 18 | 1966年再選 |
| 17 | ローマン・ルスカ | 共和党 | 1954年11月8日 – 1976年12月27日 | 1970年再選 引退、早期に辞職 | 18 | 1955年1月1日 – 1979年1月3日                                     | 93 | 共和党 | カール・カーティス | 14 | 19 | 1972年再選 引退 |
| 17 | ローマン・ルスカ | 共和党 | 1954年11月8日 – 1976年12月27日 | 1970年再選 引退、早期に辞職 | 18 | 1955年1月1日 – 1979年1月3日                                     | 94 | 共和党 | カール・カーティス | 14 | 19 | 1972年再選 引退 |
| 18 | エドワード・ゾリンスキー | 民主党 | 1976年12月28日 – 1987年3月6日 | ルスカ辞職により任命。任命時、次の任期に選出済。 | 18 | 1955年1月1日 – 1979年1月3日                                     | | 共和党 | カール・カーティス | 14 | 19 | 1972年再選 引退 |
| 18 | エドワード・ゾリンスキー | 民主党 | 1976年12月28日 – 1987年3月6日 | 1976年選出 | 19 | 1955年1月1日 – 1979年1月3日                                     | 95 | 共和党 | カール・カーティス | 14 | 19 | 1972年再選 引退 |
| 18 | エドワード・ゾリンスキー | 民主党 | 1976年12月28日 – 1987年3月6日 | 1976年選出 | 19 | 96                                                              | 20 | 1978年選出 | 1979年1月3日 – 1997年1月3日 | 民主党 | J・ジェイムズ・エクソン | 15 |
| 18 | エドワード・ゾリンスキー | 民主党 | 1976年12月28日 – 1987年3月6日 | 1976年選出 | 19 | 97                                                              | 20 | 1978年選出 | 1979年1月3日 – 1997年1月3日 | 民主党 | J・ジェイムズ・エクソン | 15 |
| 18 | エドワード・ゾリンスキー | 民主党 | 1976年12月28日 – 1987年3月6日 | 1982年再選 死去 | 20 | 98                                                              | 20 | 1978年選出 | 1979年1月3日 – 1997年1月3日 | 民主党 | J・ジェイムズ・エクソン | 15 |
| 18 | エドワード・ゾリンスキー | 民主党 | 1976年12月28日 – 1987年3月6日 | 1982年再選 死去 | 20 | 99                                                              | 21 | 1984年再選 | 1979年1月3日 – 1997年1月3日 | 民主党 | J・ジェイムズ・エクソン | 15 |
| 18 | エドワード・ゾリンスキー | 民主党 | 1976年12月28日 – 1987年3月6日 | 1982年再選 死去 | 20 | 100                                                             | 21 | 1984年再選 | 1979年1月3日 – 1997年1月3日 | 民主党 | J・ジェイムズ・エクソン | 15 |
| 空席 | 空席 | 空席 | 1987年3月6日 – 1987年3月11日 | | 20 |                                                                 | 21 | 1984年再選 | 1979年1月3日 – 1997年1月3日 | 民主党 | J・ジェイムズ・エクソン | 15 |
| 19 | デイヴィッド・K・カーンズ | 共和党 | 1987年3月11日 – 1988年11月8日 | ゾリンスキー死去による空席を補充するため任命 再選に失敗し早期に辞職 | 20 |                                                                 | 21 | 1984年再選 | 1979年1月3日 – 1997年1月3日 | 民主党 | J・ジェイムズ・エクソン | 15 |
| 空席 | 空席 | 空席 | 1988年11月8日 – 1989年1月3日 | | 20 |                                                                 | 21 | 1984年再選 | 1979年1月3日 – 1997年1月3日 | 民主党 | J・ジェイムズ・エクソン | 15 |
| 20 | ボブ・ケリー | 民主党 | 1989年1月3日 – 2001年1月3日 | 1988年選出 | 21 | 101                                                             | 21 | 1984年再選 | 1979年1月3日 – 1997年1月3日 | 民主党 | J・ジェイムズ・エクソン | 15 |
| 20 | ボブ・ケリー | 民主党 | 1989年1月3日 – 2001年1月3日 | 1988年選出 | 21 | 102                                                             | 22 | 1990年再選 引退 | 1979年1月3日 – 1997年1月3日 | 民主党 | J・ジェイムズ・エクソン | 15 |
| 20 | ボブ・ケリー | 民主党 | 1989年1月3日 – 2001年1月3日 | 1988年選出 | 21 | 103                                                             | 22 | 1990年再選 引退 | 1979年1月3日 – 1997年1月3日 | 民主党 | J・ジェイムズ・エクソン | 15 |
| 20 | ボブ・ケリー | 民主党 | 1989年1月3日 – 2001年1月3日 | 1994年再選 引退 | 22 | 104                                                             | 22 | 1990年再選 引退 | 1979年1月3日 – 1997年1月3日 | 民主党 | J・ジェイムズ・エクソン | 15 |
| 20 | ボブ・ケリー | 民主党 | 1989年1月3日 – 2001年1月3日 | 1994年再選 引退 | 22 | 105                                                             | 23 | 1996年選出 | 1997年1月3日 – 2009年1月3日 | 共和党 | チャック・ヘーゲル | 16 |
| 20 | ボブ・ケリー | 民主党 | 1989年1月3日 – 2001年1月3日 | 1994年再選 引退 | 22 | 106                                                             | 23 | 1996年選出 | 1997年1月3日 – 2009年1月3日 | 共和党 | チャック・ヘーゲル | 16 |
| 21 | ベン・ネルソン | 民主党 | 2001年1月3日 – 2013年1月3日 | 2000年選出 | 24 | 107                                                             | 23 | 1996年選出 | 1997年1月3日 – 2009年1月3日 | 共和党 | チャック・ヘーゲル | 16 |
| 21 | ベン・ネルソン | 民主党 | 2001年1月3日 – 2013年1月3日 | 2000年選出 | 24 | 108                                                             | 24 | 2002年再選 引退 | 1997年1月3日 – 2009年1月3日 | 共和党 | チャック・ヘーゲル | 16 |
| 21 | ベン・ネルソン | 民主党 | 2001年1月3日 – 2013年1月3日 | 2000年選出 | 24 | 109                                                             | 24 | 2002年再選 引退 | 1997年1月3日 – 2009年1月3日 | 共和党 | チャック・ヘーゲル | 16 |
| 21 | ベン・ネルソン | 民主党 | 2001年1月3日 – 2013年1月3日 | 2006年再選 引退 | 25 | 110                                                             | 24 | 2002年再選 引退 | 1997年1月3日 – 2009年1月3日 | 共和党 | チャック・ヘーゲル | 16 |
| 21 | ベン・ネルソン | 民主党 | 2001年1月3日 – 2013年1月3日 | 2006年再選 引退 | 25 | 111                                                             | 25 | 2008年選出 引退 | 2009年1月3日 – 2015年1月3日 | 共和党 | マイク・ジョハンズ | 17 |
| 21 | ベン・ネルソン | 民主党 | 2001年1月3日 – 2013年1月3日 | 2006年再選 引退 | 25 | 112                                                             | 25 | 2008年選出 引退 | 2009年1月3日 – 2015年1月3日 | 共和党 | マイク・ジョハンズ | 17 |
| 22 | デブ・フィッシャー | 共和党 | 2013年1月3日 – 現職 | 2012年選出 | 26 | 113                                                             | 25 | 2008年選出 引退 | 2009年1月3日 – 2015年1月3日 | 共和党 | マイク・ジョハンズ | 17 |
| 22 | デブ・フィッシャー | 共和党 | 2013年1月3日 – 現職 | 2012年選出 | 26 | 114                                                             | 26 | 2014年選出 | 2015年1月3日 – 2023年1月8日 | 共和党 | ベン・サス | 18 |
| 22 | デブ・フィッシャー | 共和党 | 2013年1月3日 – 現職 | 2012年選出 | 26 | 115                                                             | 26 | 2014年選出 | 2015年1月3日 – 2023年1月8日 | 共和党 | ベン・サス | 18 |
| 22 | デブ・フィッシャー | 共和党 | 2013年1月3日 – 現職 | 2018年再選 | 27 | 116                                                             | 26 | 2014年選出 | 2015年1月3日 – 2023年1月8日 | 共和党 | ベン・サス | 18 |
| 22 | デブ・フィッシャー | 共和党 | 2013年1月3日 – 現職 | 2018年再選 | 27 | 117                                                             | 27 | 2020年再選フロリダ大学総長就任のため辞職 | 2015年1月3日 – 2023年1月8日 | 共和党 | ベン・サス | 18 |
| 22 | デブ・フィッシャー | 共和党 | 2013年1月3日 – 現職 | 2018年再選 | 27 | 118                                                             | 27 | 2020年再選フロリダ大学総長就任のため辞職 | 2015年1月3日 – 2023年1月8日 | 共和党 | ベン・サス | 18 |
| 22 | デブ・フィッシャー | 共和党 | 2013年1月3日 – 現職 | 2018年再選 | 27 |                                                                 | 27 | 2023年1月8日 – 2023年1月12日 | 空席 | 空席 | 空席 | |
| 22 | デブ・フィッシャー | 共和党 | 2013年1月3日 – 現職 | 2018年再選 | 27 | サス辞職により任命2024年補欠選挙で選出                          | 27 | 2023年1月12日 – 現職 | 共和党 | ピート・リケッツ | 19 | |
| 22 | デブ・フィッシャー | 共和党 | 2013年1月3日 – 現職 | 2024年再選 | 28 | サス辞職により任命2024年補欠選挙で選出                          | 27 | 2023年1月12日 – 現職 | 共和党 | ピート・リケッツ | 19 | 119 |
| 22 | デブ・フィッシャー | 共和党 | 2013年1月3日 – 現職 | 2024年再選 | 28 | 120                                                             | 28 | 2026年改選予定 | 2026年改選予定 | 2026年改選予定 | 2026年改選予定 | 2026年改選予定 |
| # | 氏名 | 所属政党 | 在職期間 | 選挙歴 | 任 期 |                                                                 | 任 期 | 選挙歴 | 在職期間 | 所属政党 | 氏名 | # |
| 第1部 | 第1部 | 第1部 | 第1部 | 第1部 | 第1部 | 第2部                                                           | 第2部 | 第2部 | 第2部 | 第2部 | 第2部 | |